# 阎王鼻子水库
阎王鼻子水库，位于中华人民共和国辽宁省朝阳市龙城区与朝阳县交界处，是大凌河干流上的一座大型水库。水库工程于1996年10月开始兴建，2006年主体工程全部完工。校核洪水位216.15米，总库容2.17亿立方米，兴利库容2.17亿立方米。大坝为混凝土重力坝，最大坝高34.5米，坝长383米，坝顶高程217.5米，坝址以上集水面积9482平方千米，水库水面面积22.46平方千米。水库电站装机容量2100千万，年发电量800万千瓦时。水库年均向城市供水6919万立方米，灌溉农田8867公顷。